# Бурлуцкий, Павел Иванович
Павел Иванович Бурлуцкий (1910—1944) — советский военный лётчик и военачальник, участник Великой Отечественной войны, командир 26 гвардейского авиаполка дальнего действия, гвардии подполковник, Герой Советского Союза (1944).

## Биография
Родился 14 февраля 1910 года в селе Кагальник (ныне — Азовского района Ростовской области). Русский.
Хорошо учился в местной школе. Был одним из первых организаторов пионерского отряда в своём селе, активно участвовал в художественной самодеятельности.
После окончания Батайской авиашколы работал пилотом-инструктором Ростовского авиаотряда.
К началу Великой Отечественной войны П. И. Бурлуцкий уже был опытным лётчиком: после окончания авиашколы служил в гражданском воздушном флоте, прошёл войну с Финляндией и был награждён медалью «За отвагу» (19.05.1940). Член КПСС.
В действующей армии с первых дней Отечественной войны, старший лейтенант, заместитель командира полка по слепым и ночным полётам, сначала в 96-м дальнебомбардировочном авиационном полку, с ноября 1941 года — в 750-м ДБАП (750-й авиационный полк дальнего действия с 06.03.1942 года и 3-й авиационный полк дальнего действия с 18.08.1942 года). В мае 1943 года его назначают инструктором-лётчиком по технике пилотирования во 2-й гвардейский авиационный корпус дальнего действия. С сентября 1943 года он командир 26-го гвардейского авиаполка. Занимался подготовкой молодых лётчиков, летал сам для бомбардировки вражеских территорий. К моменту принятия в сентябре 1943 года командования 26-м авиаполком ночных охотников-блокировщиков дальнего действия на счету гвардии подполковника П. И. Бурлуцкого было 168 боевых вылетов (2 из которых днём). После чего до 20 мая 1944 года он совершил ещё 44 боевых вылета на самолёте A-20G и боевой налёт составил 660 часов.
К моменту присвоения П. И. Бурлуцкому звания Героя Советского Союза он был награждён двумя орденами Красного Знамени и орденом Ленина.
Через месяц — 13 октября 1944 года — Бурлуцкий погиб в авиакатастрофе на аэродроме Воронковцы и был похоронен в братской могиле в городе Старо-Константинов.

## Память
- Именем Бурлуцкого названа одна из улиц города Староконстантинов[3] Хмельницкой области Украины.
- Его имя присвоено школе в селе Кагальник Ростовской области, в которой он учился, на здании этой школы Российским военно-историческим обществом установлена мемориальная доска.

## Награды
- Медаль «Золотая Звезда» Героя Советского Союза (19.08.1944).
- Награждён двумя орденами Ленина (31.12.1942 и 19.08.1944) и Красного Знамени (11.09.1941 и 29.03.1942).
- Медали.